# Kıbrıslı Mehmed Emin Pascià
Kıbrıslı Mehmed Emin Pascià, letteralmente "Mehmed Emin Pascià il cipriota" (Nicosia, 1813 – Costantinopoli, 1871), è stato un politico ottomano, di origini cipriote.
Prestò servizio come Gran visir durante tre diversi periodi sotto il regno del sultano Abdülmecid I.
Mehmed Emin Pascià ha sostenuto le riforme Tanzimat dell'Impero Ottomano e ha sostenuto una monarchia costituzionale. Tuttavia, morì prima che la prima costituzione ottomana entrasse in vigore nel 1876.

## Biografia

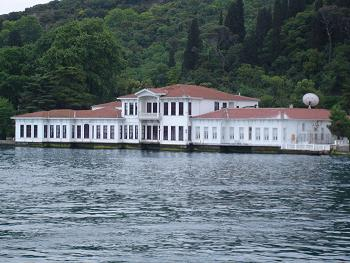
Lo yalı di Kıbrıslı Mehmed Emin a Kandilli, Boğaziçi, Istanbul, acquisita nel 1840 e ampiamente ampliata dal Pascià e oggi di proprietà dei suoi discendenti

Suo zio era a capo del tesoro privato di Mahmud II, che gli garantì un posto a palazzo da giovane, e poi entrò nel reggimento di Hassa (1833-1834). Studiò all'estero, in Francia, a spese del Sultano. Prestò il suo servizio militare, come serasker, ad Acri (1844-1845), Gerusalemme (1845-1847; durante questo periodo soppresse una grave rivolta beduina), Tirnova (1847) e poi Belgrado (1847-1848). Durante questo periodo circolavano molte voci sulle sue pratiche di cattiva gestione, ma furono liquidate dal Sultano come pettegolezzi. Fu nominato visir nel 1848.
Nel 1850–51, Mehmed Emin servì come governatore dell'Eyalet di Aleppo, al termine del quale fu nominato müşir (maresciallo di campo), nella provincia della Siria.
I suoi periodi di amministrazione furono per il primo mandato tra il 29 maggio e il 23 novembre 1854, il secondo mandato tra il 18 novembre 1859 e il 24 dicembre 1859 e per l'ultimo mandato tra il 28 maggio 1860 e il 6 agosto 1861. Come tale, fu anche l'ultimo gran visir sotto Abdülmecid.
Come molti altri eminenti statisti ottomani del periodo Tanzimat, Mehmed Emin Pascià  partì dall'ufficio di Dragomanno (in turco Tercume Odası), in gran parte turchizzato nel XIX secolo, e scalando l'ufficio degli esteri dell'Impero Ottomano, ricoprì consecutivi incarichi di ambasciatore e governatore .
Mehmed Emin morì nel suo yalı a Kandilli (sobborgo di Scutari), Istanbul, nel 1871 e fu sepolto nel giardino della tomba del sultano Mahmud.
Dopo la sua morte, la sua prima moglie, Melek Hanım, nata Marie Dejean (ex moglie di Julius Michael Millingen), scrisse le sue memorie dell'harem, nel contesto del XIX secolo di quell'istituzione, così come un controverso racconto delle alte sfere della società ottomana, pubblicato a Londra nel 1872, trattando più o meno lo stesso periodo delle memorie di Leyla Saz, scritte molto più tardi negli anni '20.